# Keith Barron
Keith Barron (Mexborough, Yorkshire, 8 augustus 1934 - 15 november 2017) was een Engelse acteur en televisiepresentator.
Barron speelde de rustige Detective Sergeant Swift in de Granada-televisieserie The Odd Man en de spin-off It's Cold Outside. Hij brak door als Nigel Barton, een avatar van de schrijver Dennis Potter in zijn stuk Stand Up, Nigel Barton en Vote, Vote, Vote for Nigel Barton in BBC1's The Wednesday Play. Andere televisieoptredens van Barton waren die in Redcap, Z-Cars, Randall and Hopkirk, The New Avengers en The Professionals.
Barron was in 1974 als de Australische schapenhouder Gregory Wilmot zien in twee afleveringen van Upstairs, Downstairs. Hij had in 1982 een gastrol in De lachende scheerkwast als Mr. Carrington en in 1983 in de Doctor Who serie Enlightenment. In 1989 was hij op televisie te zien in Take Me Home over de relaties in de Midlands, met Annette Crosbie als zijn vrouw en Maggie O'Neill als zijn vriendin.
Barron verscheen in de films Baby Love (1968), David Puttnams Melody (1971, als Mr Latimer) en Duty Free. In de negentiger jaren was hij te zien in Haggard  en All Night Long. In 2000 was hij een regelmatige gast in ITV's Where the Heart Is, een zondagnachtprogramma. In 2007 speelde Barron in ITV1's Coronation Street als George Trench.
Hij had gastrollen in onder meer A Touch of Frost, Law & Order, Judge John Deed, Heartbeat en Midsomer Murders. In DCI Banks speelde hij de vader van de hoofdfiguur.
Hij was 58 jaar getrouwd met de toneeldecorontwerpster Mary Pickard. Met haar kreeg hij zoons Jamie en Mark. Mark werkt als schrijver onder de naam Mark Dawson.

## Geselecteerde filmografie
- Baby Love (1968)
- She'll Follow You Anywhere (1971)
- Melody (1971)
- Nothing But the Night (1973)
- The Land That Time Forgot (1975)
- At the Earth's Core (1976)
- Voyage of the Damned (1976)
- God's Outlaw (1986)
- Last Tango in Croydon (2010)

### Televisierollen
- The Foundation (1977)
- Telford's Change (1979)
- Prince Regent (1979)
- De lachende scheerkwast (1982)
- Close Relations (1998)
- Pickles: The Dog Who Won the World Cup (2006)
- DCI Banks (2015 - 2017)

- Biblioteca Nacional de España: XX4681120
- Bibliothèque nationale de France: cb14071235m (data)
- International Standard Name Identifier: 0000 0001 1582 9813
- Library of Congress Control Number: nr2005023945
- MusicBrainz: e4079220-2077-47e2-a94d-765e89241c83
- Nederlandse Thesaurus van Auteursnamen: 296684082
- Virtual International Authority File: 165205200
- WorldCat: E39PBJrCgKbdF33rmfY6c46dwC